# Калинів Яр
Кали́нів Я́р — колишнє село, входило до складу Коровинської сільської ради, Недригайлівський район, Сумська область.
Село зняте з обліку 1986 року.

## Географічне розташування
Село знаходиться за 1 км від Мухуватого. Протікає пересихаючий струмок із загатою.